# Donald Graham Burt
Donald Graham Burt ist ein US-amerikanischer Artdirector und Szenenbildner, der für Der seltsame Fall des Benjamin Button (2008) sowohl den Oscar und den British Academy Film Award als auch den Preis der Art Directors Guild, den SDFCS Award sowie den WAFCA Award gewann.

## Leben
Burt begann seine Karriere als Artdirector und Szenenbildner in der Filmwirtschaft Hollywoods 1993 bei dem Film Töchter des Himmels und arbeitete bis heute an der szenischen Ausstattung von 15 Filmen mit.
Für Der seltsame Fall des Benjamin Button (2008) von Regisseur David Fincher mit Brad Pitt, Cate Blanchett und Taraji P. Henson in den Hauptrollen erhielt er zusammen mit Victor J. Zolfo bei der Oscarverleihung 2009 den Oscar für das beste Szenenbild sowie bei den British Academy Film Awards 2009 den BAFTA Film Award für das beste Szenenbild. Darüber hinaus erhielten er und Zolfo sowie deren Mitarbeiterstab 2009 den Excellence in Production Design Award der Art Directors Guild (ADG). Außerdem wurde er allein mit dem Preis der San Diego Film Critics Society (SDFCS Award) sowie der Washington DC Area Film Critics Association (WAFCA Award) geehrt. Darüber hinaus wurde er mit Tom Reta für einen Satellite Award für das beste Szenenbild nominiert.
Im Jahr 2011 wurde er für einen weiteren Excellence in Production Design Award nominiert, und zwar mit Curt Beech, Carl Sprague und Keith P. Cunningham für den Film The Social Network (2010) von David Fincher mit Jesse Eisenberg, Andrew Garfield und Justin Timberlake.

## Filmografie (Auswahl)
- 1993: Töchter des Himmels (The Joy Luck Club)
- 1995: Dangerous Minds – Wilde Gedanken (Dangerous Minds)
- 1997: Donnie Brasco
- 1999: Überall, nur nicht hier (Anywhere But Here)
- 2002: Weißer Oleander (White Oleander)
- 2005: Winn-Dixie – Mein zotteliger Freund (Because of Winn-Dixie)
- 2007: Zodiac – Die Spur des Killers (Zodiac)
- 2008: Der seltsame Fall des Benjamin Button (The Curious Case of Benjamin Button)
- 2010: The Social Network
- 2011: Verblendung (The Girl with the Dragon Tattoo)
- 2014: Gone Girl – Das perfekte Opfer (Gone Girl)
- 2017: Feinde – Hostiles (Hostiles)
- 2018: Outlaw King
- 2020: Mank

## Auszeichnungen
- 2009: Oscar für das beste Szenenbild
- 2009: BAFTA Film Award für das beste Szenenbild
- 2009: ADG Excellence in Production Design Award
- 2009: SDFCS Award für das beste Szenenbild
- 2009: WAFCA Award für das beste Szenenbild
- 2021: Oscar für das beste Szenenbild (Mank)